# Alopecosa exasperans
Alopecosa exasperans este o specie de păianjeni din genul Alopecosa, familia Lycosidae. A fost descrisă pentru prima dată de O. P.-cambridge, 1877. Conform Catalogue of Life specia Alopecosa exasperans nu are subspecii cunoscute.